# ドリモゲモン
ドリモゲモンはデジタルモンスターシリーズに登場する架空の生命体・デジタルモンスターの一種。

## 概要
Ver.3から登場。モデルはモグラで、名前はドリルとモグラを組み合わせたもの。
アニメ『デジモンクロスウォーズ』では「ドリモグモン」と誤植された。

## 種族としてのドリモゲモン
鼻先のドリルを使って地中を潜行する獣型デジモン。恥ずかしがり屋で滅多に地表に現れないが、ガルルモンが地中に隠した骨を奪うなど悪戯好きの一面もある。

### 基本データ
- 世代/成熟期
- タイプ/獣型
- 属性/データ
- 必殺技/ドリルスピン、クラッシャーボーン
- 得意技/スクリュークロー
- 勢力/ネイチャースピリッツ

### 亜種・関連種・その他
- ニセドリモゲモン
- ガルルモン

## 登場人物としてのドリモゲモン
- デジモンアドベンチャー - 第14話に登場。ファイル島近海の海底コンビニに出現し、タグを護っていたが、イッカクモンと戦い、敗れる。
- デジモンアドベンチャー02 - 第2話に登場。アルマジモンが進化したディグモンと地中で戦い、敗れる。
- ブレイブテイマー - 水辺で伊織とアルマジモンに襲いかかるが、駆けつけたリョウによって撃退される。
- デジモンセイバーズ - 第4話と第5話に登場。ディグモンに進化するが敗れる。
- デジモンワールド デジタルカードバトル - ドリルトンネルにそれぞれが外見的な特徴が異なるドリイチロウ・ドリジロウ・ドリザブロウという個体が出現。仕事がなくなった原因をデジブリッジと考え、ガブモンを誘拐した。